# Nekrasovita
La nekrasovita es un mineral de la clase de los minerales sulfuros, y dentro de esta pertenece al llamado “grupo de la colusita”. Fue descubierta en 1984 en el yacimiento de oro de Khayragatsch cerca de la localidad de Angren, en la provincia de Taskent (Uzbekistán), siendo nombrada así en honor de Ivan Y. Nekrasov, mineralogista ruso. Un sinónimo es su clave: IMA1983-051.

## Características químicas
Químicamente es un sulfovanadato de cobre y estaño, anhidro. Muy similar estructuralmente a los del resto del grupo de la colusita al que pertenece, sulfovanadatos del sistema cristalino cúbico.
Además de los elementos de su fórmula, suele llevar como impurezas: hierro, cinc y selenio.

## Formación y yacimientos
Aparece junto a agregados de oro en el interior de rocas andesitas y dacitas propiolíticas.
Suele encontrarse asociado a otros minerales como: tetraedrita-tennantita, luzonita-famatinita, pirita, mawsonita, calcopirita, emplectita, bismuto, calcita, cuarzo o barita.